# Catania
Catania ist mit 298.680 Einwohnern (Stand 31. Dezember 2023) nach Palermo die zweitgrößte Stadt der italienischen autonomen Region Sizilien und die Hauptstadt der Metropolitanstadt Catania. Die Stadt liegt an der Ostküste Siziliens sowie am Fuße des Ätna, des größten aktiven Vulkans Europas.
Catania ist eine der spätbarocken Städte des Val di Noto, die von der UNESCO zum UNESCO-Welterbe erklärt worden sind.

## Geografie
Die Hafenstadt Catania liegt an der Ostküste der Insel Sizilien an der Mündung des Flusses Simeto ins Mittelmeer und am südlichen Fuße des Ätna, des größten und aktivsten Vulkans in Europa.
In der Agglomeration Catania, die sich nördlich der Stadt bis zum Fuß des Ätna ausdehnt, leben über 650.000 Menschen. Zu der Agglomeration zählen neben Catania die Gemeinden (nach ihrer Größe) Acireale, Misterbianco, Paternò, Gravina di Catania, Aci Catena, Mascalucia, Belpasso, Tremestieri Etneo, San Giovanni la Punta, Aci Castello, Aci Sant’Antonio, Pedara, San Gregorio di Catania, Motta Sant’Anastasia, Sant’Agata li Battiati, Trecastagni, Valverde, Viagrande, Nicolosi, San Pietro Clarenza, Camporotondo Etneo und Aci Bonaccorsi.
Die unmittelbaren Nachbargemeinden Catanias sind Belpasso, Carlentini, Gravina di Catania, Lentini, Mascalucia, Misterbianco, Motta Sant’Anastasia, San Gregorio di Catania, San Pietro Clarenza, Sant’Agata li Battiati und Tremestieri Etneo.

### Verwaltungsgliederung

Verwaltungsbezirke Catanias

Catania ist seit 1995 in zehn Verwaltungsbezirke (Municipalità) gegliedert (davor galten die älteren Gliederungen von 1971 und 1978):
- I. Centro
- II. Ognina – Picanello
- III. Borgo – Sanzio
- IV. Barriera – Canalicchio
- V. San Giovanni Galermo
- VI. Trappeto – Cibali
- VII. Monte Po – Nesima
- VIII. San Leone – Rapisardi
- IX. San Giorgio – Librino
- X. San Giuseppe La Rena – Zia Lisa

### Klima
Das Klima von Catania ist mediterran, mit heißen Sommern und milden Wintern. Die meisten Niederschläge fallen zwischen Oktober und Februar. Ab April ist das Klima arid. Catania gehört zu den Orten mit den meisten Sonnenstunden im Jahr in Europa. Die Temperaturen können im Winter bei Sonnenschein tagsüber auf frühlingshafte Werte steigen und durch den klaren Himmel nachts bis zum Gefrierpunkt sinken.
|                       | Jan  | Feb  | Mär  | Apr  | Mai  | Jun  | Jul  | Aug  | Sep  | Okt  | Nov  | Dez  |   |       |
| Mittl. Tagesmax. (°C) | 15,5 | 16,1 | 18,0 | 20,6 | 25,2 | 30,0 | 33,1 | 33,3 | 29,8 | 24,9 | 20,1 | 16,5 | ⌀ | 23,6  |
| Mittl. Tagesmin. (°C) | 5,4  | 5,4  | 6,3  | 8,2  | 12,0 | 16,4 | 19,0 | 19,9 | 17,6 | 13,9 | 9,6  | 6,6  | ⌀ | 11,7  |
|                       |      |      |      |      |      |      |      |      |      |      |      |      |   |       |
| Niederschlag (mm)     | 64,2 | 43,7 | 31,6 | 24,7 | 21,7 | 8,7  | 5,7  | 13,1 | 31,4 | 62,7 | 66,0 | 73,0 | Σ | 446,5 |
|                       |      |      |      |      |      |      |      |      |      |      |      |      |   |       |
| Regentage (d)         | 6,1  | 5,8  | 5,0  | 4,8  | 3,2  | 1,2  | 0,6  | 1,9  | 3,6  | 5,4  | 5,9  | 7,2  | Σ | 50,7  |

| 5,4 |

| 5,4 |

| 6,3 |

| 8,2 |

| 12,0 |

| 16,4 |

| 19,0 |

| 19,9 |

| 17,6 |

| 13,9 |

| 9,6 |

| 6,6 |

| 5,4 |

| 5,4 |

| 6,3 |

| 8,2 |

| 12,0 |

| 16,4 |

| 19,0 |

| 19,9 |

| 17,6 |

| 13,9 |

| 9,6 |

| 6,6 |

Im Juli 2021 sorgten Waldbrände in der Region für große Zerstörungen, sowohl um als auch in der Stadt. Die Hitzewelle im Sommer 2023 führte in weiten Teilen der Stadt zum Versiegen der Trinkwasserversorgung und Stromausfällen, da Kabelisolierungen zentraler Versorgungsleitungen schmolzen.

## Geschichte

### Antike

#### Griechische Stadt
Catania war ursprünglich von Sikelern besiedelt. Um 729 v. Chr. legten Chalkidier, die wenige Jahre zuvor nach Naxos gezogen waren, an der Stelle der sikelischen Stadt eine griechische Kolonie an, die sie Katane nannten. Anführer der Chalkidier bei dieser Koloniegründung war Thukles; die Katanaier machten jedoch Euarchos zum Oikistes ihrer Stadt. Während der archaischen Periode war Katane autonom. Über seine Geschichte während der ersten zwei Jahrhunderte nach seiner Gründung ist nichts bekannt. Im 6. Jahrhundert v. Chr. gab Charondas seiner Heimatstadt Katane, wie auch anderen chalkidischen Kolonien Siziliens, eine Gesetzesordnung. Bekanntheit erlangte Katane durch seine Verbindungen mit dem Lyriker Stesichoros – dessen Grab sich am Stesischoreischen Tor befand –, ferner mit dem Lyriker Ibykos sowie mit dem Philosophen und Dichter Xenophanes.
Ab dem frühen 5. Jahrhundert v. Chr. stand Katane unter der Herrschaft von Syrakus. Hieron vertrieb 475 v. Chr. die Einwohner der Stadt, die er nach Leontinoi umziehen ließ, und siedelte statt ihrer 10.000 neue, aus Syrakusern und Peloponnesiern bestehende Kolonisten in Katane an. Die Stadt erhielt einen neuen Namen, Aitne, ihr Territorium wurde auch durch Einbeziehung von Nachbargebieten erheblich ausgedehnt. Durch diese Maßnahme wollte sich Hieron treue Gefolgsleute schaffen, ferner auch als Stifter der neu gegründeten Stadt verherrlicht werden. Als solcher wurde er auch von Pindar in einer Ode (Pythien 1) gefeiert, und nachdem er 466 v. Chr. in Katane-Aitne gestorben war, erhielt er heroische Ehren durch die Einwohner der neuen Kolonie. Doch bald nach Hierons Tod, nämlich 461 v. Chr., bemächtigten sich die vertriebenen Katanaier ihrer Stadt wieder, nachdem die hieronischen Kolonisten von den Syrakusern und den Sikelern unter Duketios geschlagen und aus Katane verjagt worden waren. Der Name Aitne ging nun auf das am Ätna gelegene Städtchen Inessa über, wohin sich die hieronischen Kolonisten geflüchtet hatten. Keine Informationen sind zur Geschichte Katanes der nächsten Jahrzehnte überliefert.
Anfang 425 v. Chr. verheerte ein Lavastrom das Territorium von Katane. Während der Sizilienexpedition der Athener stand die Stadt 415 v. Chr. zuerst auf der Seite von Syrakus und ließ daher die athenischen Schiffe nicht in ihrem Hafen landen. Sie erlaubte aber den Feldherren der Athener, zu Gesprächen in die Stadt zu kommen, und während einer Rede des Alkibiades gelang es den Athenern, durch ein nur ungenügend bewachtes Tor nach Katane hineinzugelangen. Jene Partei der Stadt, die eine Allianz mit Syrakus favorisiert hatte, musste weichen. Stattdessen unterstützte Katane nun die Athener, denen es fortan als Operationsbasis gegen Syrakus diente. Nachdem die Athener 413 v. Chr. vollkommen geschlagen waren, flohen ihre Überlebenden u. a. nach Katane, insbesondere die relativ wenigen, von Kallistratos geführten Reiter.
Dionysios I. von Syrakus eroberte 403 v. Chr. Katane, wobei er vom Verrat des Feldherrn Arkesilaos profitierte. In der Folge verkaufte Dionysios die Einwohner als Sklaven und ließ die Stadt plündern, in der er dann kampanische Söldner ansiedelte. Diese verließen aber Katane 396 v. Chr. wieder und wurden nach Aitne-Inessa umgesiedelt. Im gleichen Jahr fand nahe der Küste von Katane eine Seeschlacht statt, in welcher der karthagische Nauarch Mago die Flotte des Leptines, eines Bruders des Dionysios, schlug. Wer danach in der Stadt lebte, ist nicht bekannt.
Kallippos, der Mörder Dions, eroberte 353 v. Chr. Katane, musste aber den Verlust von Syrakus hinnehmen. 344 v. Chr. stand die Stadt unter der Tyrannis des Italers Mamercus, der anfangs den korinthischen Heerführer und Politiker Timoleon unterstützte, als dieser auf Sizilien landete. So konnte Timoleon Katane als Operationsbasis nutzen. Später wechselte Mamercus auf die Seite der Karthager, wurde jedoch von Timoleon entscheidend besiegt, so dass Timoleon Katane wieder unter seine Kontrolle bekam. Danach wurde der Stadt ihre Freiheit wiedergegeben und sie schien ihre Unabhängigkeit für einige Zeit bewahrt zu haben. Als Agathokles von Syrakus 311 v. Chr. eine Schlacht am Eknomos verlor, ging Katane zu den Karthagern über. 278 v. Chr. begrüßten die Katanaier Pyrrhos bei seiner Ankunft in Sizilien enthusiastisch und mit großer Pracht.

#### Römische Herrschaft

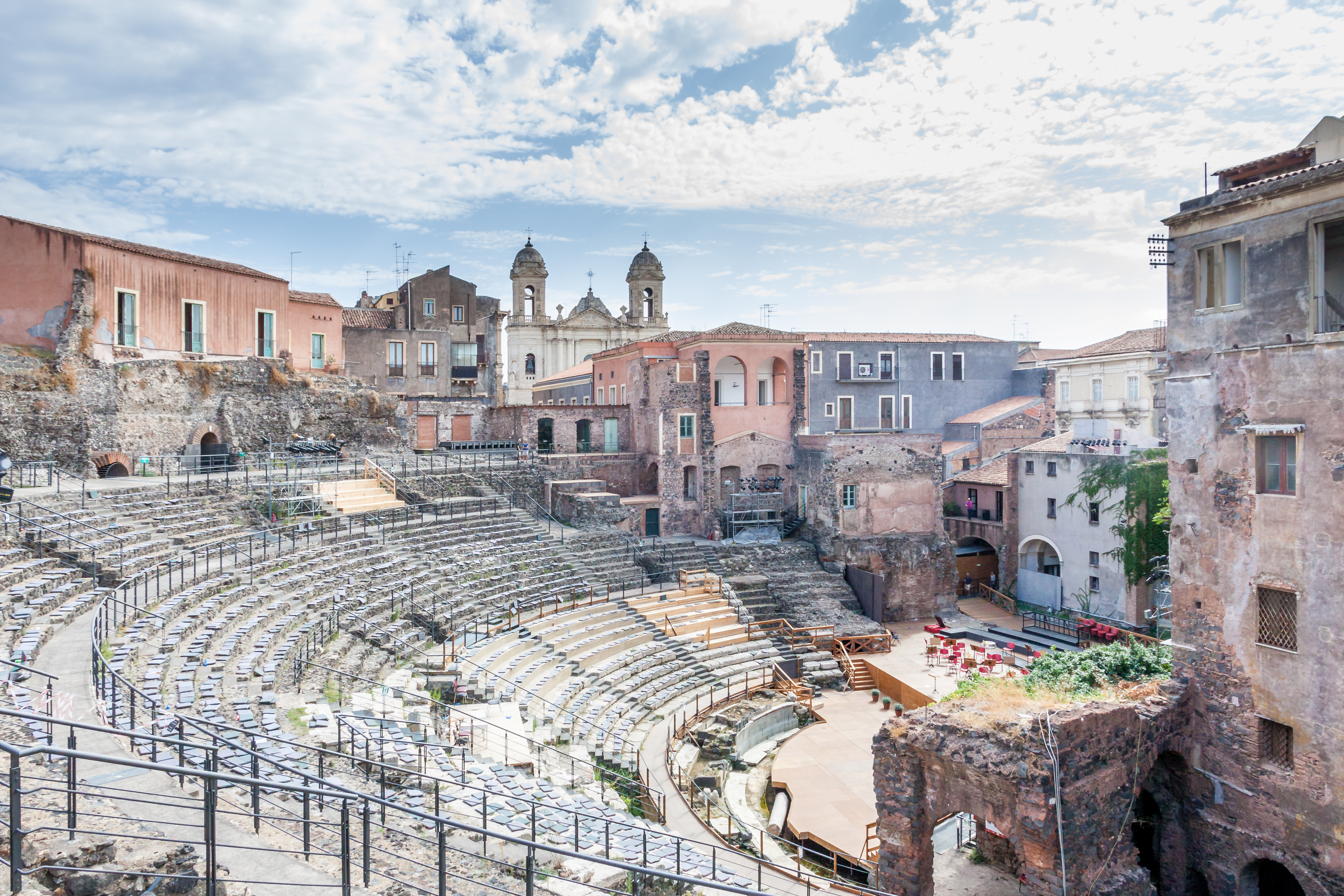
Römisches Theater im Zentrum von Catania

Am Anfang des Ersten Punischen Kriegs wurde Katane 263 v. Chr. von den Römern eingenommen. Der Konsul Manius Valerius Maximus Messalla brachte eine Sonnenuhr als Beutestück aus Katane nach Rom und ließ sie bei der Rednertribüne aufstellen, wo sie trotz falscher Zeitanzeige fast 100 Jahre lang als öffentliche Uhr maßgeblich blieb.
Wahrscheinlich gehörte Katane dann zum Reich des Königs Hieron II. von Syrakus. In der römischen Provinz Sicilia musste die Stadt den Römern Tribut zahlen (civitas decumana). Der Eroberer von Syrakus, Marcus Claudius Marcellus, ließ in Katane ein Gymnasium erbauen. Um 135 v. Chr. eroberten im Verlauf des Ersten Sklavenkriegs aufständische Sklaven die Stadt, um die in der Folge heftig gekämpft wurde. Dadurch kam es in Katane zu erheblichen Zerstörungen. 123 v. Chr. litt die Stadt so sehr durch einen von einem Ätnaausbruch hervorgerufenen Lavastrom, dass der Römische Senat die Abgabenfreiheit ihres Gebiets auf zehn Jahre verordnete.
Im 1. Jahrhundert v. Chr. blühte Katane aber wieder neu auf und war eine wohlhabende Stadt. Der höchste Magistrat trug den Titel Proagorus. Die Stadt scheint einer der sizilischen Hauptausfuhrhäfen für Getreide gewesen zu sein. Als Gaius Verres Ende der 70er Jahre v. Chr. als Statthalter Siziliens amtierte, plünderte der Zehntpächter Apronius Katane aus; auch zahlreiche silberne Gerätschaften wurden entwendet. Später war die Stadt stark durch die von Sextus Pompeius verursachten Verwüstungen betroffen und gehörte in der Folge zu den Städten, die Augustus zur römischen Kolonie erhob. Diese Maßnahme scheint den Reichtum Katanes größtenteils wiederhergestellt zu haben, sodass es zu Zeiten Strabons eine der wenigen blühenden Städte Siziliens war.
Während der gesamten Kaiserzeit blieb Katane äußerst wohlhabend, auch wenn sich 251 n. Chr. wieder ein Ätnaausbruch ereignete. Der Sage nach wandte nur die wundervolle Macht der kurz zuvor hier als Märtyrerin gestorbenen heiligen Agatha größeres Verderben von der Stadt ab. Christenverfolgungen im Römischen Reich fanden hier unter Kaiser Decius und unter Diokletian statt. Im 4. Jahrhundert erwähnte Ausonius in seinem Ordo nobilium urbium nur Catania und Syrakus als sizilische Städte. Die Blüte Catanias in der Kaiserzeit bezeugen umfangreiche und bedeutende Überreste aus römischer Zeit, die die häufigen Verwüstungen durch Erdbeben und Eruptionen des Ätna überstanden haben. So blieben Ruinen von Mauern, Aquädukten, Badeanlagen, Mosaiken, eines Gymnasiums sowie von zwei Theatern innerhalb und eines großen Amphitheaters außerhalb der Stadt erhalten. Ferner umgeben Catania ausgedehnte Nekropolen.

### Mittelalter

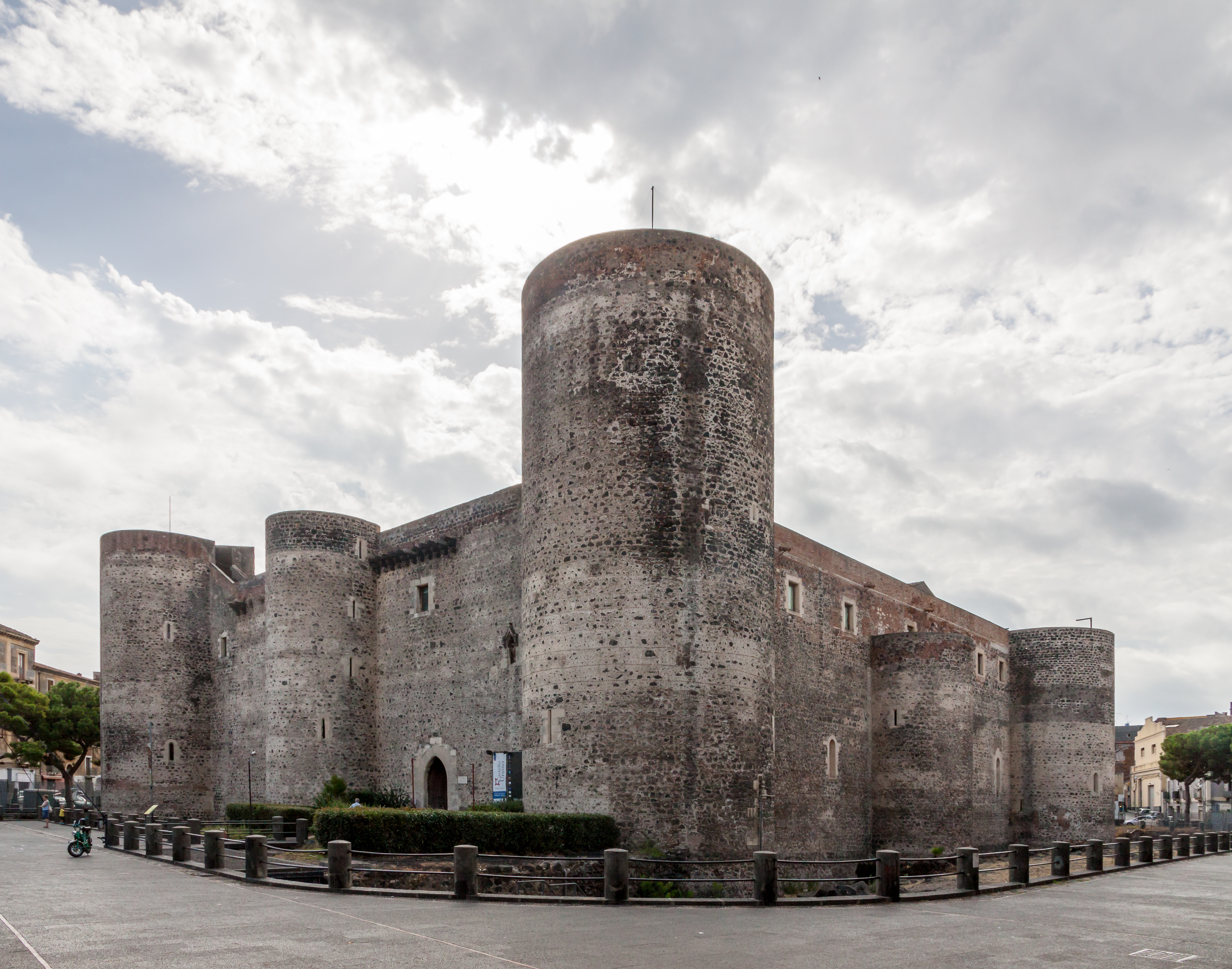
Castello Ursino

535 n. Chr. eroberte Belisar das in die Hände der Goten gefallene Catania, das unter byzantinischer Herrschaft wieder eine der bedeutendsten Städte Siziliens wurde. Im 9. Jahrhundert fiel Catania in die Hand der Araber. Das Umland wurde laut Ibn al-Athir 884 von Muslimen zerstört. 1071 vertrieb der Normannenfürst Roger I. die Araber aus Catania, setzte hier einen Bischof ein und stiftete ein Benediktinerkloster. Am 4. Februar 1170 zerstörte ein schweres Erdbeben fast die ganze Stadt und hinterließ um die 15.000 Tote. Nach der Niederlage der aufständischen Sizilier 1197 vor Catania gegen das Heer Kaiser Heinrichs VI. wurde die Stadt größtenteils zerstört. Erneut machte Kaiser Friedrich II. die abtrünnige Stadt dem Erdboden gleich und erbaute dort von 1239 bis 1250 ein starkes Kastell, das Castello Ursino. Hier residierten die aragonesischen Herrscher Siziliens oft im 13. und 14. Jahrhundert. Die Università degli Studi di Catania, gegründet 1434 von Alfons von Aragon, ist die älteste Universität auf Sizilien.

### Neuzeit
Kaiser Karl V. vergrößerte die Stadt und erteilte ihr viele Privilegien. Im 16. und 17. Jahrhundert litt Catania unter Unruhen, Piratenüberfällen, Seuchen, Hungersnöten und Naturkatastrophen. So begruben 1669 nach einem erneuten Vulkanausbruch des Ätna Lavaströme die Stadt, ein neues Ufer bildete sich südlich des Hafens. Das Erdbeben auf Sizilien 1693 zerstörte Catania fast vollständig; zwei Drittel der Bevölkerung verlor dabei ihr Leben. In den folgenden Jahrzehnten wurde es im barocken Baustil, der noch heute das Stadtbild prägt, wieder aufgebaut. Da viele Gebäude aus Lavagestein bestehen, bezeichnet man die Stadt auch als die Schwarze Tochter des Ätna.
Später kam Catania zum bourbonischen Königreich Neapel. Die Eruption des Ätna 1819 richtete erneut Verwüstungen in der Stadt an. Unruhen, die sich hier während eines Ausbruchs der Cholera 1837 ereigneten, wurden energisch unterdrückt. Am 12. Januar 1848 fand in Catania ein Volksaufstand statt; bis zum 6. Februar waren nach blutigen Gefechten mit dem Militär das Collegio Cutelli und das Fort Santa Agata vom Volk erobert worden. Der von König Ferdinand II. mit dem Oberbefehl gegen das aufständische Sizilien betraute General Carlo Filangieri nahm nach großen Verlusten Catania am 7. April 1849 ein. 1860 führte der Zug der Tausend unter Führung von Giuseppe Garibaldi zur Eroberung Siziliens, das so der Herrschaft der spanischen Bourbonen entrissen wurde. Damit gehörte Catania zum vereinten Königreich Italien.
Der Seehafen Catania wurde in den 1930er Jahren unter Mussolinis Regime ausgebaut. Während des Zweiten Weltkriegs verheerten 1943 heftige Kämpfe und Bombenangriffe die Stadt. Die Deutschen räumten sie am 5. August 1943, worauf Catania von der britischen 8. Armee besetzt wurde. 

## Verkehr
Catanias Flughafen Fontanarossa liegt zwei Kilometer südlich von der Stadt und einen Kilometer südwestlich vom Hafen. 2017 hatte er ein Verkehrsaufkommen von 9,1 Millionen Passagieren.
Die Stadt hat direkte Zufahrt zu den Autobahnen A18/E45, nach Süden in Richtung Syracus und nach Norden bis Messina, sowie die A19/E932, durch das Landesinnere an die Nordküste.
Mit dem Bahnhof Catania Centrale wurde die Stadt an das Netz der Ferrovie dello Stato angeschlossen (Bahnstrecken Messina–Syrakus und Catania–Agrigent). Die Entfernungen betragen nach Messina knapp 100 Kilometer, nach Syrakus knapp 60 Kilometer und nach Palermo etwa 250 Kilometer. Die Ferrovia Circumetnea betreibt neben einer Schmalspurbahn rund um den Ätna auch eine U-Bahn-Linie, die Metropolitana di Catania.
Der Hafen (porto di Catania) wird vor allem von Handelsschiffen, Fähren und Kreuzfahrtschiffen genutzt. Fähren pendeln z. B. nach Malta. Der Hauptbahnhof liegt einen Kilometer vom Hafen entfernt.

## Bildung und Wissenschaft

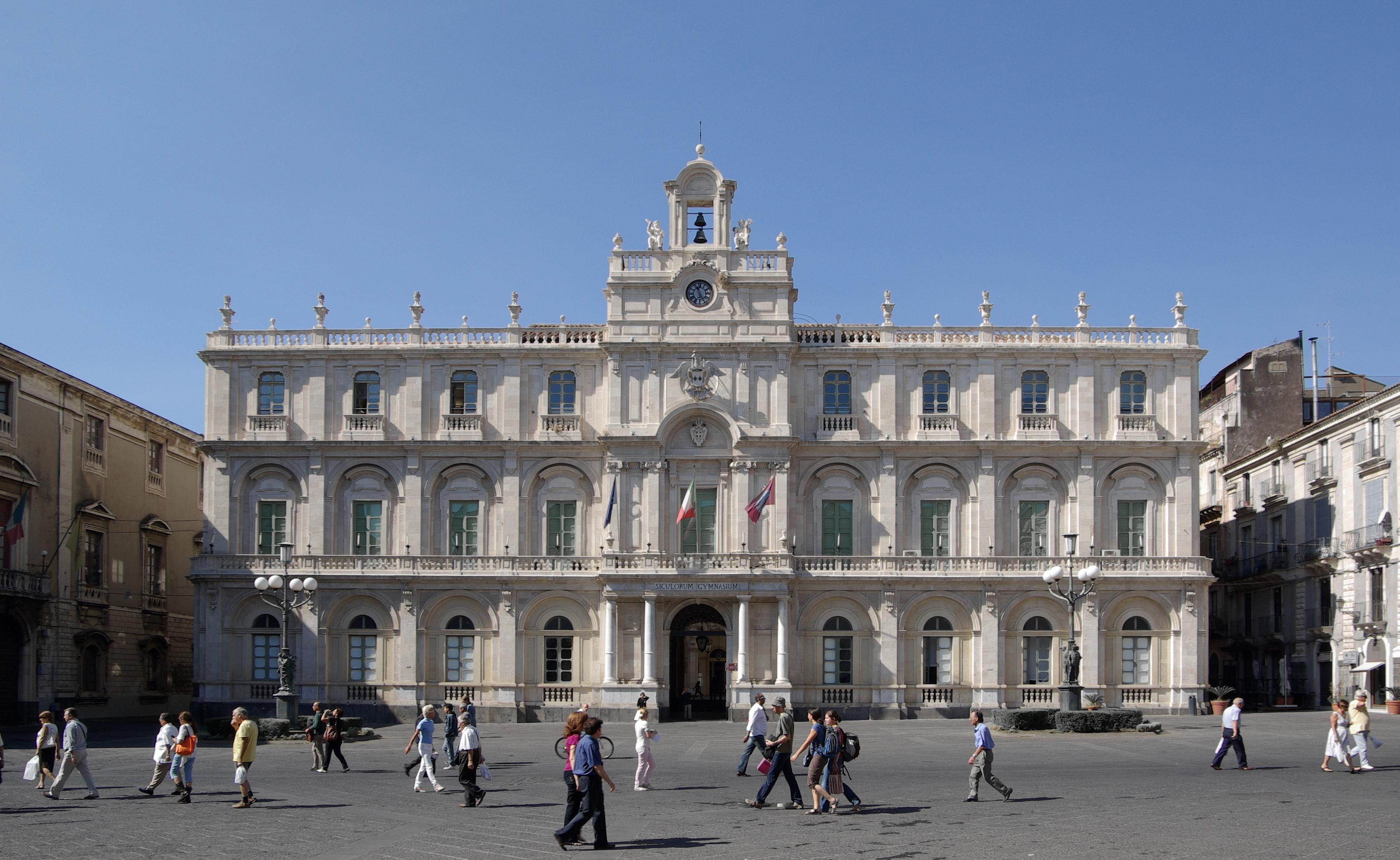
Hauptgebäude der Universität Catania

Die Università degli Studi di Catania bietet ein breites Fächerspektrum für ca. 38.000 Studenten an.
International bekannt ist auch die Sternwarte Osservatorio Astrofisico di Catania.
Die staatliche Kunstschule Istituto Statale d'Arte di Catania bietet die Studiengänge
Bildhauerei und Malerei an.

## Stadtbild und Bauwerke
Die Altstadt steht seit 2002 zusammen mit acht barocken Städten im Val di Noto auf der Liste des UNESCO-Welterbes. Nach der fast völligen Zerstörung durch den Vulkanausbruch 1669 und dem Erdbeben 1693 wurde Catania vorwiegend im Stil des römischen Barock unter der Federführung des Baumeisters Giovanni Battista Vaccarini wieder aufgebaut.
Zu den Sehenswürdigkeiten zählen viele Bauwerke und Denkmäler dieser Epoche.

### Kirchen

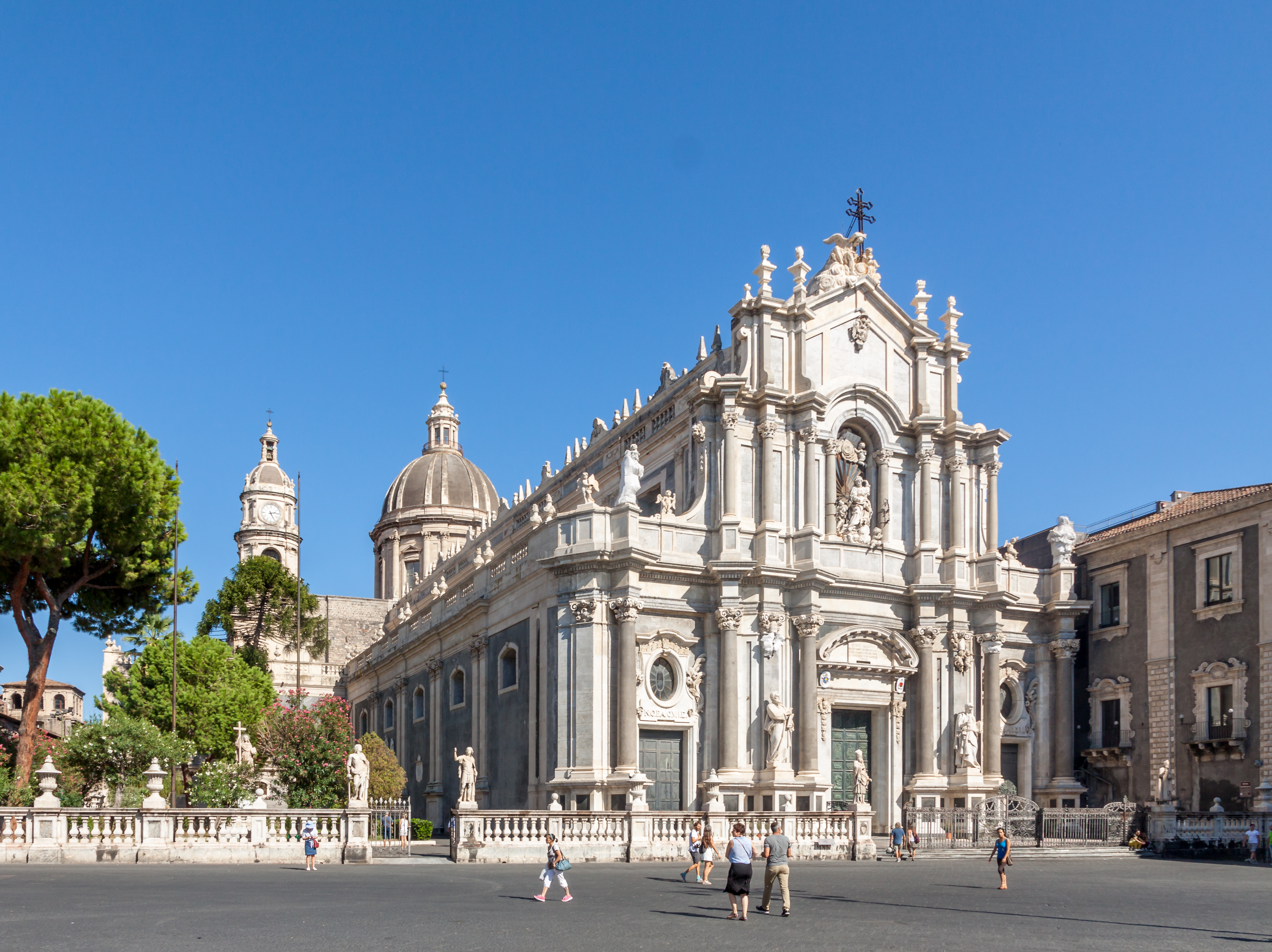
Kathedrale von Catania

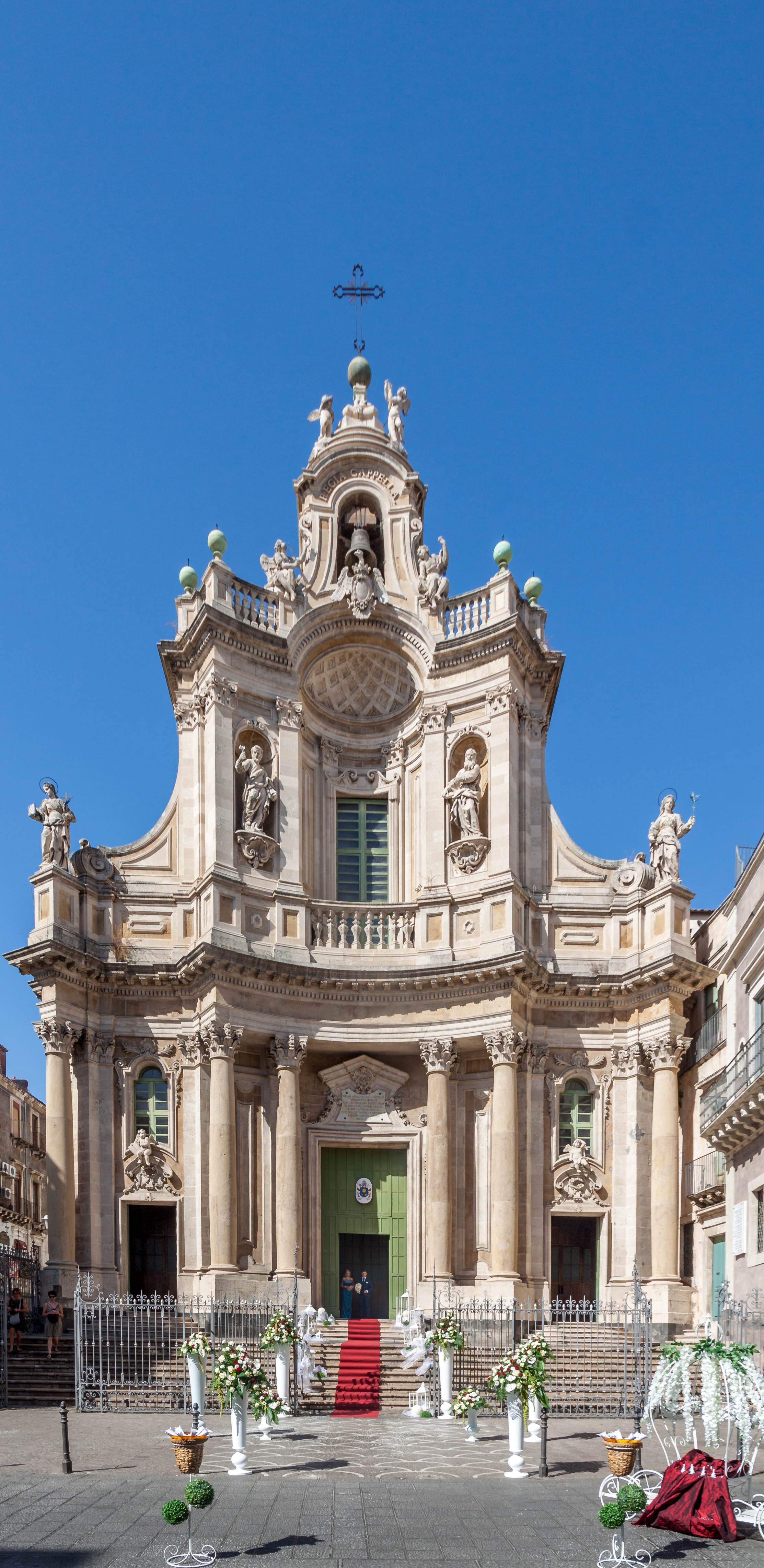
Collegiata

- Die Kathedrale von Catania ist der Heiligen Agatha, der Schutzpatronin der Stadt, geweiht. Die ursprüngliche Kirche wurde Ende des 11. Jahrhunderts als normannische Wehrkirche erbaut. Heute ist von diesem Bau wenig erhalten. Nach dem verheerenden Erdbeben wurde von Vaccarini eine neue Barockfassade geschaffen. In der Kathedrale befindet sich die Grabstätte des in Catania geborenen Komponisten Vincenzo Bellini.
- Die Badia di Sant’Agata, eine ehemalige Abtei mit einer Barockkirche, wurde ebenfalls unter der Leitung von Vaccarini wieder aufgebaut.
- Die Kirche des San Benedetto in der Via dei Crociferi, der schönsten Barockstraße Catanias, ist ein Beispiel für den Barocco Siciliano. Sie ist mit Fresken von Giovanni Tuccari aus Messina ausgeschmückt.
- Die benachbarte Chiesa di San Giuliano (1763) des Giuseppe Palazzotto gilt als eines der schönsten Beispiele des Cataneser Spätbarock.
- Das ehemalige Benediktinerkloster von San Nicolò l’Arena beherbergt heute die Universität Catania. Zum Kloster gehört die Kirche San Nicolò. Nach 1693 wurde mehrmals mit dem Wiederaufbau begonnen. Er wurde jedoch aus finanziellen Gründen nie vollendet, die Fassade des Barockbaus ist deshalb unvollständig.
- Die Collegiata im Stil des sizilianischen Barock war ursprünglich die königliche Palastkapelle. Die Fassade stammt von Stefano Ittar.

### Palazzi

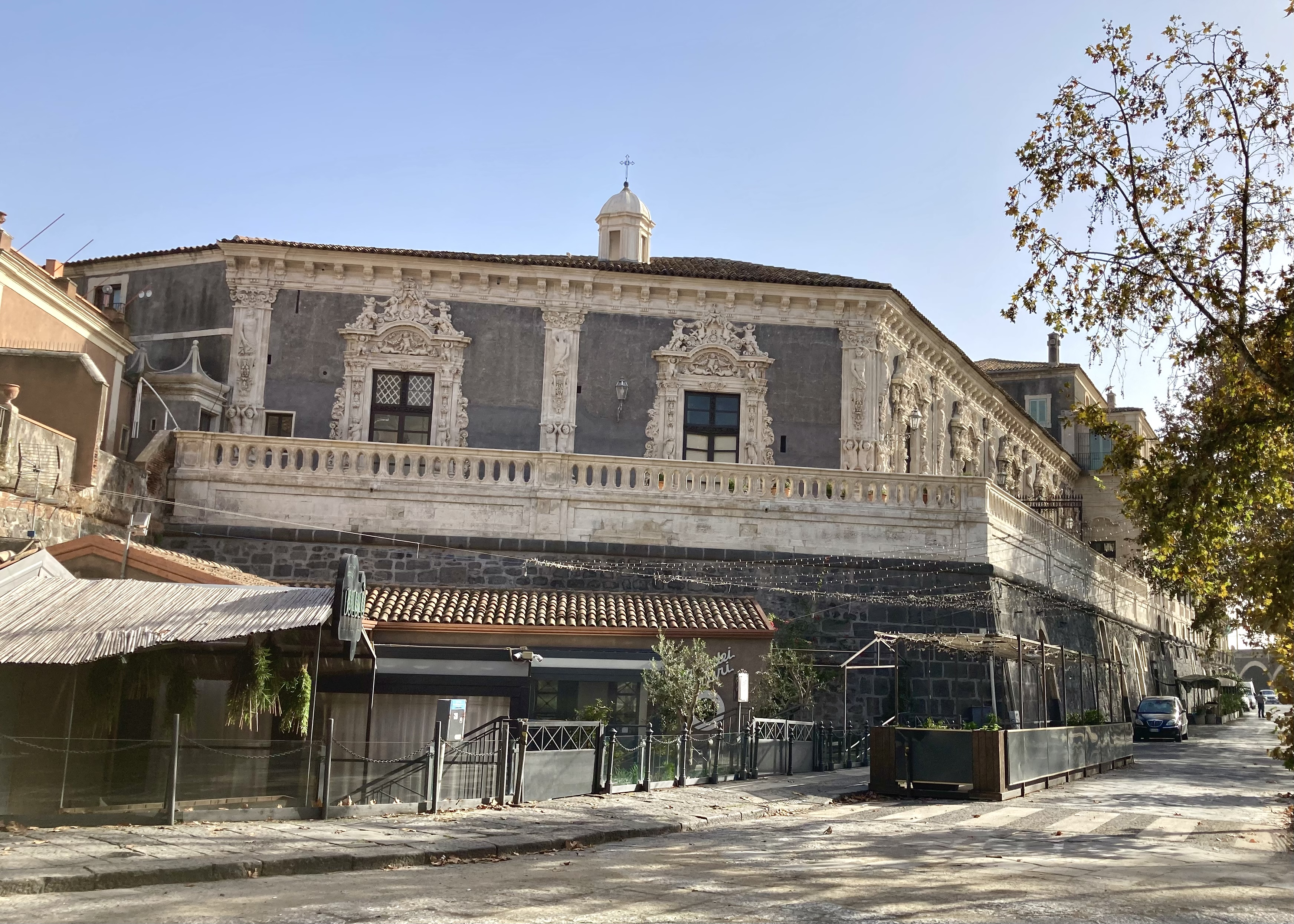
Palazzo Biscari

- Der Palazzo Biscari ist der bedeutendste Palazzo von Catania. Er wurde im Auftrag der Familie Paternò Castello principi di Biscari gebaut. Das Innere des Palastes zeigt Stilelemente des Rokoko.
- Der Palazzo degli Elefanti, an der Piazza del Duomo gelegen, beherbergt heute das Rathaus von Catania.
- Der Palazzo Valle wurde von Vaccarini zwischen von 1740 und 1750 erbaut.
- Der Palazzo di Giustizia, der Justizpalast, entstand zwischen 1937 und 1953 unter der Leitung des Architekten Francesco Fichera. Die Fassade ist im Spätbarock gehalten. Im Eingangsbereich befindet sich eine Bronzestatue der Justitia, ein Werk von M. M. Lazzaro.
- Der Palazzo Reburdone ist ein Spätwerk Vaccarinis und wurde für die Familie Guttadauro di Reburdone erbaut. Der Adelspalast wird dem catanesischen Spätbarock zugeordnet.
- Der Palazzo del Toscano, 1870 von dem Architekten Enrico Alvino erbaut, diente als Stadtresidenz für die Adelsfamilie der Paternò marchesi del Toscano.

## Weitere Sehenswürdigkeiten

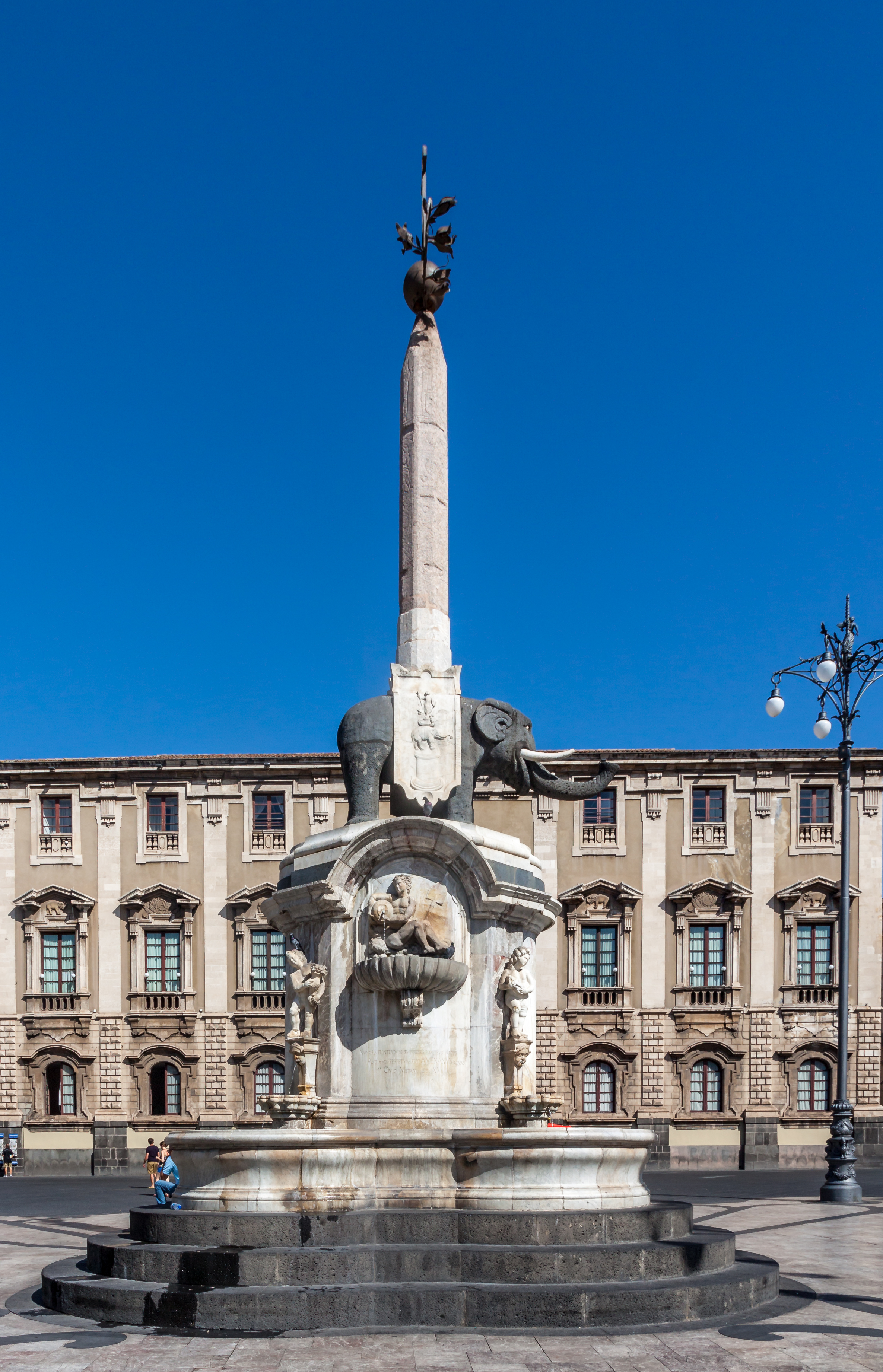
Elefantenbrunnen – Wahrzeichen von Catania

- Der traditionelle Fischmarkt Pescheria di Catania (Piscarìa auf sizilianisch) befindet sich in der Nähe der Piazza del Duomo.
- Vor der Kathedrale auf der Piazza del Duomo steht der von Giovanni Battista Vaccarini errichtete Elefantenbrunnen, das Wahrzeichen Catanias. Der Elefant aus schwarzem Lavagestein trägt einen antiken ägyptischen Obelisken aus hellem Granit. Der Obelisk war vermutlich in römischer Zeit als Zielsäule im Amphitheater aufgestellt, die Hieroglyphen beziehen sich auf die Göttin Isis.
- Auf der Südseite der Piazza del Duomo befindet sich das Museo Diocesano (Diözesanmuseum).
- Das Amphitheater der Stadt, aus Marmor und Lavagestein erbaut, war in der Antike mit 7000 Sitzplätzen eines der größten auf Sizilien. Heute ist es teilweise von barocken Gebäuden überbaut.
- Sehenswert sind das Geburtshaus des Schriftstellers Giovanni Verga und das Geburtshaus des Komponisten Vincenzo Bellini. In beiden wurden Museen eingerichtet.
- Die Casa Museo Giovanni Verga ist ein Literaturmuseum im Geburtshaus Giovanni Vergas, der als Novellist und Verfasser von Kurzgeschichten zu den bedeutendsten Vertretern des italienischen Naturalismus gehört.
- Die Via Etnea, Hauptstraße Catanias mit vielen Geschäften und Plätzen, ist etwa drei Kilometer lang und verläuft schnurgerade von der Piazza del Duomo in Richtung Ätna.
- Das Castello Ursino, um 1240 auf Anweisung des Staufer-Kaisers Friedrich II. errichtet, war im 14. Jahrhundert Residenz der aragonischen Könige. Vermutlich zur Zeit der Spanier-Herrschaft im 16. Jahrhundert wurde das oberste Geschoss abgetragen und der heutige Bauzustand hergestellt. Derzeit beherbergt es das Museo Civico, das unter anderem über eine Sammlung griechischer Skulpturen verfügt.
- An der Porta Judicello gelangt man zu dem noch erhaltenen jüdischen Friedhof der Giudecca und den jüdischen Bädern.

## Kultur

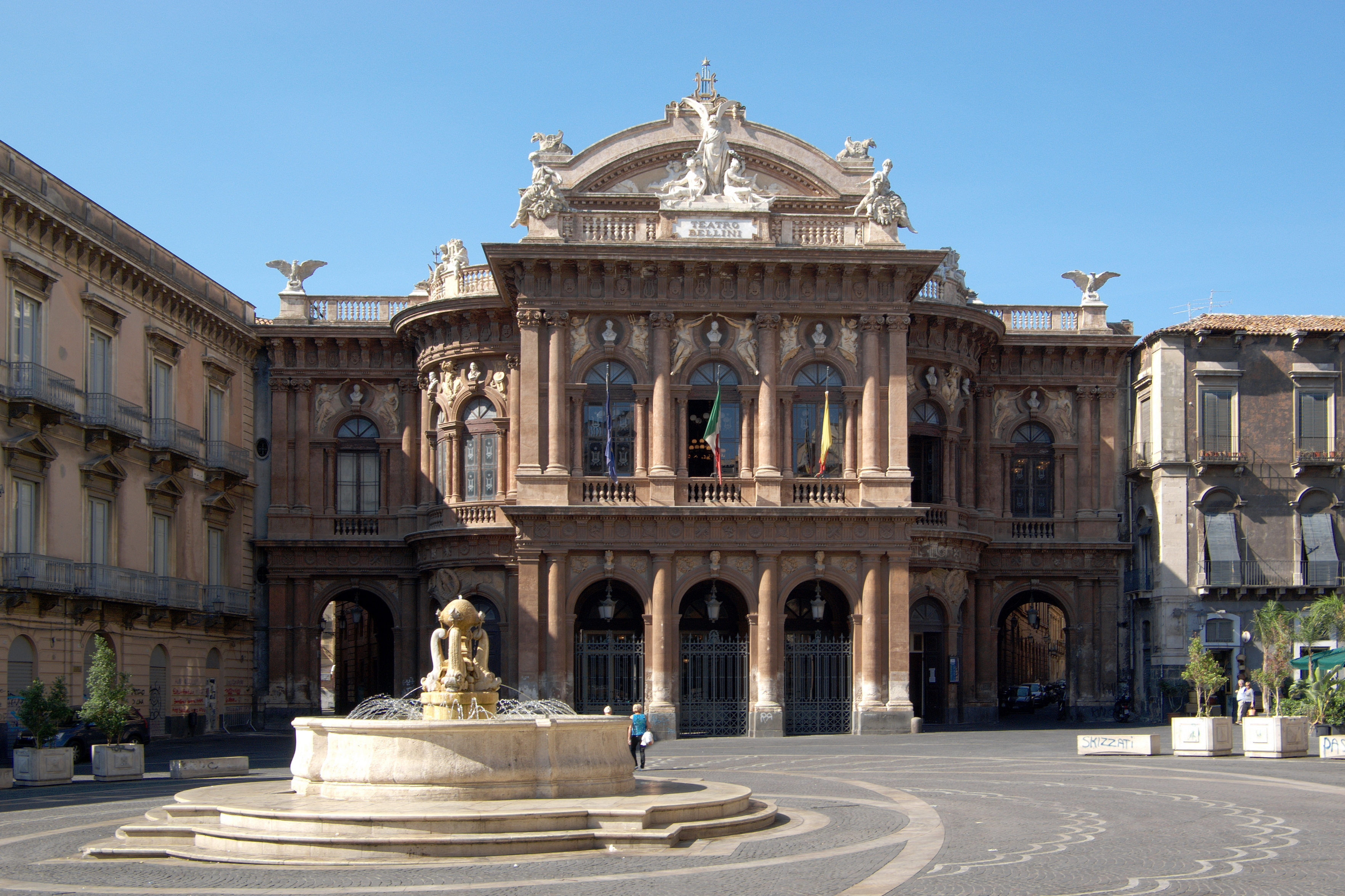
Teatro Massimo Bellini

Kulturell kann Catania nicht nur auf seine barocke Baukunst zurückschauen. Die Opernkomponisten Vincenzo Bellini und Giovanni Pacini gehören ebenso zu den Söhnen der Stadt wie der Schriftsteller Giovanni Verga. Bellini, dem wohl bekanntesten Catanesen, sind das Teatro Massimo Bellini, die kunstvoll angelegte Parkanlage Villa Bellini im Zentrum der Stadt, der Flughafen und ein Nudelgericht namens Pasta alla Norma gewidmet.
Bedeutende Theaterbetriebe in der Stadt sind das Teatro Stabile, das Teatro ABC und das Piccolo Teatro.
Vom 3. bis 5. Februar findet in Catania eines der größten Feste Siziliens statt, das jährlich über 200.000 Menschen anzieht. Dieses Fest findet zu Ehren der Heiligen Agatha statt. Am ersten Tag werden riesige Kerzen auf den Schultern Dutzender Freiwilliger durch die Straßen Catanias getragen. In den folgenden Tagen werden eine Reliquienstatue sowie einige silberne Sänften durch die Straßen gezogen. Am letzten Tag wird die Statue wieder in den Dom getragen und verbleibt dort gut geschützt bis zum nächsten Jahr.

## Wirtschaft
Catania ist die bedeutendste Wirtschaftsregion Siziliens. In und um Catania sind Unternehmen der Halbleiter-Industrie und der IT-Branche angesiedelt. Größter industrieller Arbeitgeber ist der Elektronik-Konzern STMicroelectronics mit rund 5300 Mitarbeitern. Das Unternehmen Enel errichtet die europaweit größte Fabrik für Solarmodule.
Weitere wichtige Wirtschaftszweige sind die Kunststoffindustrie, die Lebensmittelindustrie, die Landwirtschaft und der Tourismus.
Die Stadt ist außerdem Sitz der Bundeswehrverwaltungsstelle für Italien.

## Sport
Die beliebteste Sportart der Stadt ist Fußball. Der Verein Catania Calcio wurde im Jahre 1946 gegründet, stieg in den letzten Jahren von der Serie C2 auf und spielt in der Saison 2014/15 in der Serie B. Das Stadio Angelo Massimino fasst 23.200 Plätze. Am 2. Februar 2007 kam es nach dem Derby gegen die US Palermo (1:2) zu Ausschreitungen zwischen Hooligans und der Polizei, wobei ein Polizist ums Leben kam. Weitere Spiele der Serie A wurden daraufhin auf unbestimmte Zeit ausgesetzt.
Im Wasserball sind die Damen des Clubs Associazione Sportiva Orizzonte Catania mit 23 italienischen Meisterschaften und 8 Landesmeisterpokalen sehr erfolgreich. Italienische Meistertitel erreichten auch die Herren im Volleyball durch Paoletti Catania, im Hockey durch Cus Catania Catania und die Frauen im Volleyball durch Torre Tabita Catania, im Fußball durch Jolly Componibili Catania.
Die Rugby-Union-Mannschaft Amatori Catania ist in der höchsten italienischen Liga Super 10 vertreten.
Catania war dreimal Zielort einer Etappe des Giro d’Italia: 1989 (1. Etappe), 1999 (2. Etappe), 2003 (5. Etappe).

## Städtepartnerschaften
- Ottawa (Kanada)
- Grenoble (Frankreich), seit 1961
- Phoenix (Vereinigte Staaten), seit 2001
- Oświęcim (Polen), seit 2010
- Oxford (Vereinigtes Königreich), seit 2012

## Persönlichkeiten
Bekannte Persönlichkeiten der Stadt sind in der Liste von Persönlichkeiten der Stadt Catania aufgeführt.

## Filme
- An Siziliens Zyklopenküste. Von Taormina nach Catania. Dokumentation, 45 Min. ein Film von Brigitte Ashoff, Produktion: SR, Sendung: 6. Juni 2007, Inhaltsangabe (Memento vom 1. Oktober 2007 im Webarchiv archive.today) des hr
- Die Puppenspieler von Catalina. Dokumentarfilm. Regie: Sabine Carbon, SWR, Deutschland 2021.